# Vladímiros Yiánkovits
Vladímiros Yiánkovits (en grec moderne : Βλαδίμηρος Γιάνκοβιτς), né Vladimir Janković (en serbe : Владимир Јанковић) le 3 mars 1990, à Belgrade, en République fédérative socialiste de Yougoslavie, est un joueur serbe naturalisé grec de basket-ball. Il évolue aux postes d'ailier et ailier fort.

## Palmarès
- Finaliste du championnat du monde des -19 ans 2009
- Champion du monde des -20 ans 2009
- Finaliste du championnat du monde des -20 ans 2010
- Coupe de Grèce 2014, 2015